# Lawrence Lambe
Lawrence Morris Lambe (1849–1919) foi um geólogo e paleontólogo canadense que atuou pelo Geological Survey of Canada (GSC).

## Carreira
Seu trabalho publicado, descrevendo as diversas e abundantes descobertas de dinossauros nos leitos fósseis de Alberta, contribuiu muito para trazer os dinossauros aos olhos do público e ajudou a inaugurar a Idade de Ouro dos Dinossauros na província. Durante este período, entre a década de 1880 e a Primeira Guerra Mundial, caçadores de dinossauros de todo o mundo convergiram para Alberta. O Lambeosaurus, um conhecido hadrossauro, recebeu seu nome em homenagem a ele, em 1923.  Além da paleontologia, Lambe descobriu uma série de espécies de invertebrados que vão do Canadá ao noroeste do Pacífico. As descobertas contemporâneas de Lambe foram publicadas em obras como Esponjas da Costa Atlântica do Canadá e Catálogo das esponjas marinhas recentes do Canadá e do Alasca. Foi responsável pela classificação dos ceratopsídeos nas duas subfamílias, Centrosaurinae e Chasmosaurinae.

## Livros publicados
- Lawrence Lambe Album of 632 paleontological drawings (1885–1891), da Coleção Logan, Geological Survey of Canada (1891)[4]
- Lawrence Morris Lambe Collected papers eBook - Digitalizado do volume de 1901
- Lawrence Morris Lambe On Trionyx Foveatus, Lediy, And Trionyx, Vagans, Cope, From The Cretaceous Rocks Of Alberta (1902); publicado em 2008 pela Kessinger Publishing, LLC.
- Lawrence Morris Lambe Sponges From The Western Coast Of North America (1894); publicado em 2008 pela Kessinger Publishing, LLC.
- Lawrence Morris Lambe Presidential address: The past vertebrate life of Canada (1912) by Royal Society of Canada; publicado em 2008 pela Kessinger Publishing, LLC.
- Lawrence Morris Lambe Description of a new species of Platysomus from the neighborhood of Banff, Alta (1914) pela Royal Society of Canada; publicado em 2008 pela Kessinger Publishing, LLC.
- Lawrence Morris Lambe On new species of Aspideretes from the Belly River formation of Alberta: With further information regarding the structure of the carapace of Boremys pulchra (1914) publicado em 2008 pela Kessinger Publishing, LLC.